# Порт Аликанте

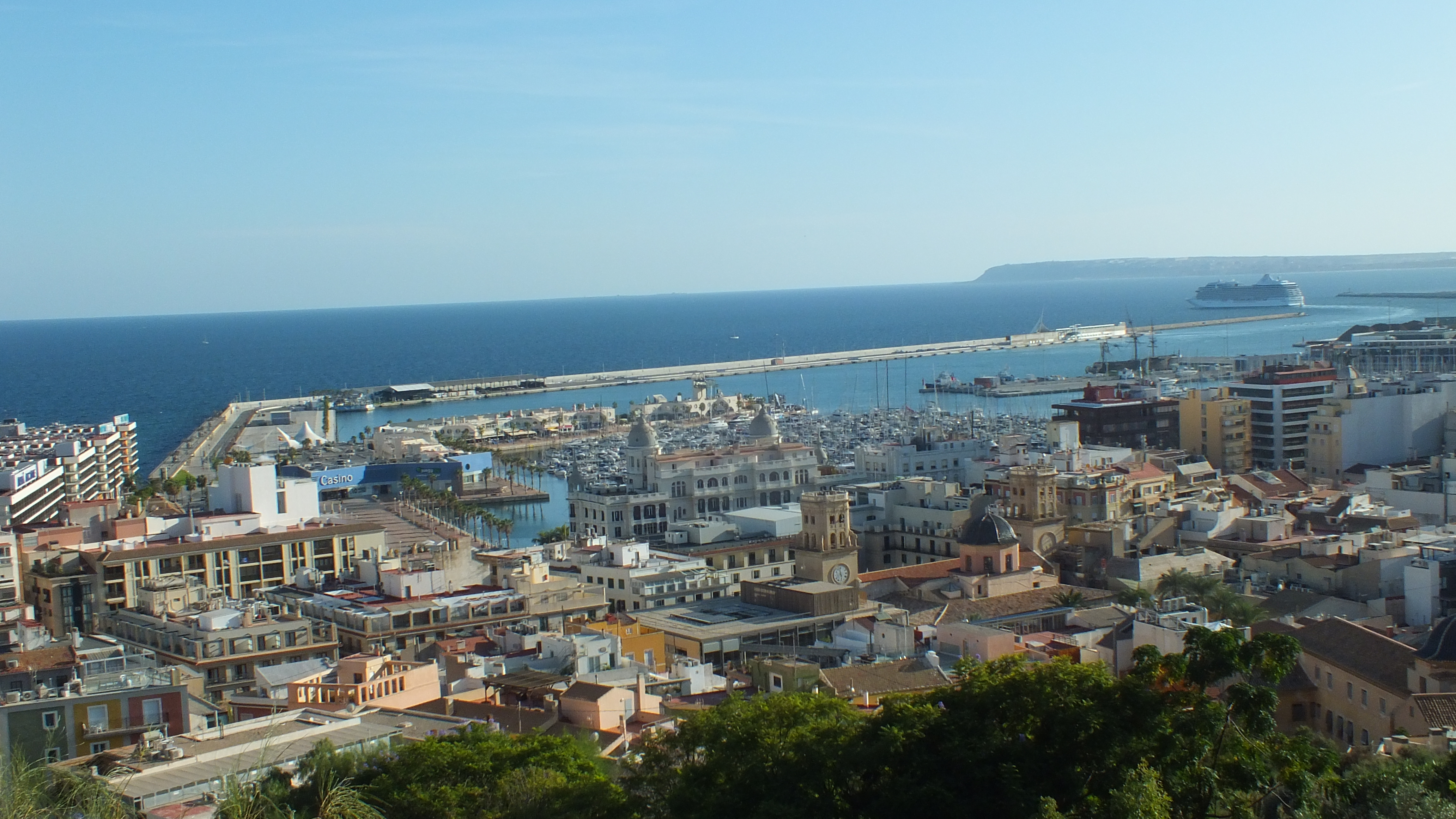
Вид с крепости Санта-Барбара на порт

Порт Алика́нте — морской порт в городе Аликанте на Средиземном море. Используется для пассажирских и коммерческих (в том числе и грузовых) перевозок.
Порт Аликанте расположен в самом центре города, напротив набережной Каналехас и набережной Эспланада д'Эспанья.

## История
В 1271 году король Альфонсо X подписал указ, согласно которому город Аликанте стал официальным городом-портом на Средиземном море. Однако порт как инженерное сооружение, каменный волнорез, выходящий в море, начали строить только в 1476 году, во времена правления короля Хуана II Арагонского.
В 1778 году порт Аликанте получил разрешение на прямую торговлю с Америкой. В то время порт Аликанте был самым важным в нынешнем Валенсийском сообществе.
В 1990-х годах порт Аликанте был значительно расширен. Специальный план по порту (Plan Especial del Puerto, PEP) позволил расширить порт на юг и превратил его часть в зону отдыха и прогулок с ресторанами, барами и пабами. На новой территории, «отвоёванной» у моря, были построены 4 доков для размещения нового пассажирского терминала (32 000 м² поверхности), многофункциональный терминал для контейнерных перевозок (150 500 м²) и балкерный терминал (120 000 м²).
В 1995 году городской совет Аликанте, администрация порта, национальное правительство и Женералитат подписали Соглашение о ликвидации топливных баков порта, за которое порт получил 19 миллионов евро, большая часть из которых — за счёт субсидий ЕС. В Соглашении говорилось: «в будущем в порту Аликанте не должно быть складских и распределительных объектов для нефтепродуктов [...], это позволит избежать негативных последствий возможных аварий с их последующим воздействием на окружающую среду на объектах нефтепродуктов, расположенных в непосредственной близости от населённых пунктов».

## Характеристики
Режим работы порта — круглогодичный, при этом расписание движения кораблей зависит от времени года и сезона.
С 2006 года порт имеет регулярные линии с алжирскими городами Оран и Алжир.